# بوذية إغريقية

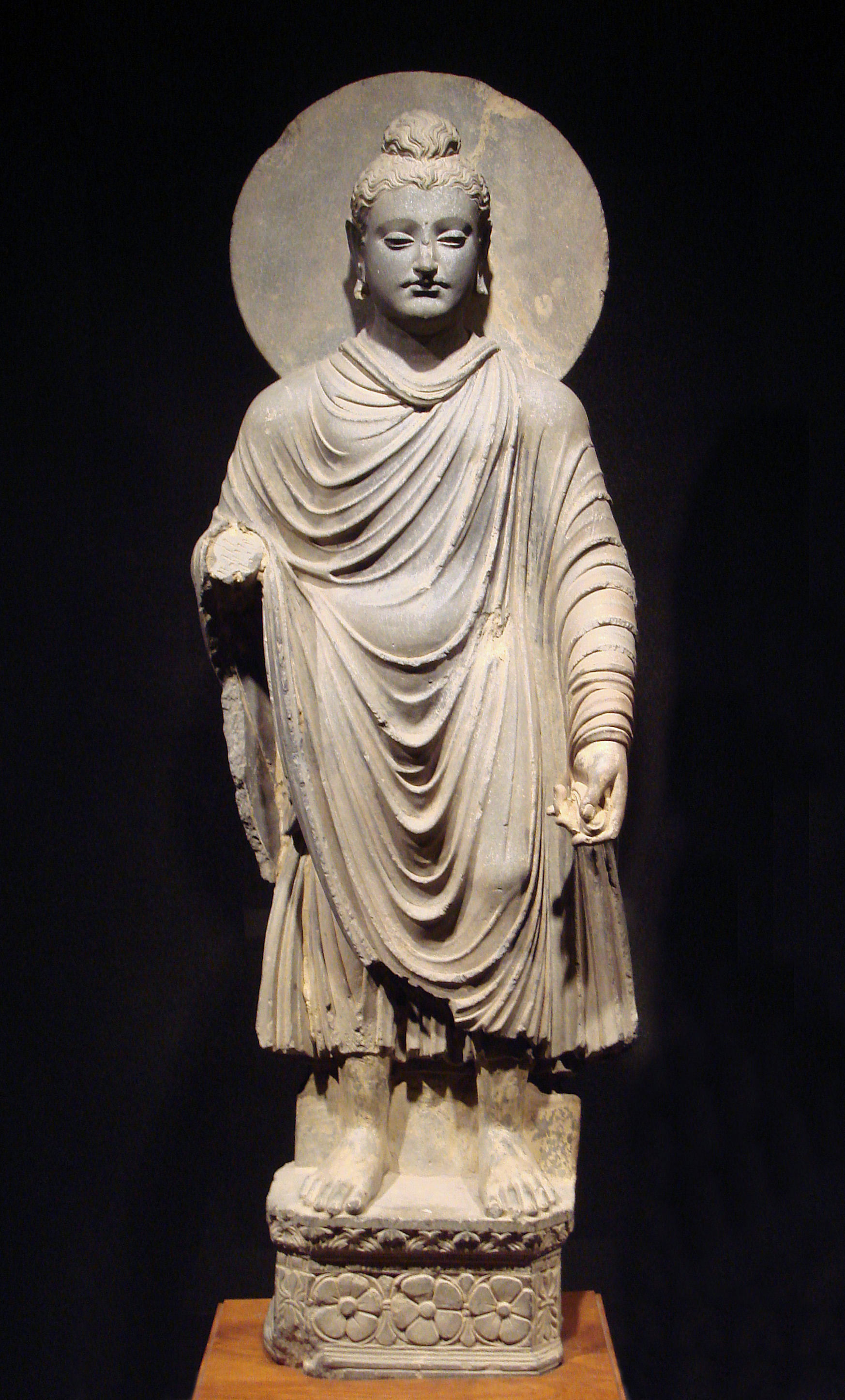
تمثال لغوتاما بوذا على النمط النحتيّ الإغريقيّ يعود للفترة ما بين القرن الأول والثاني ميلادي في غاندارا (تقع الآن في شرق أفغانستان).

البوذية الإغريقية توليفة حضارية بين الحضارة الهلنستية والبوذية، نشأت هذه التوليفة بين القرنين الرابع قبل الميلاد والخامس بعد الميلاد في باكتريا وشبه القارة الهندية. وكانت البوذية الإغريقية نتيجة ثقافية لسلسة طويلة من التفاعلات بدأت بغزوات الإغريقيين إلى الهند في عهد الإسكندر المقدوني. ثمّ احتلّت الإمبراطورية الماورية تحت حكم تشاندراغوبتا الولايات التابعة للإسكندر. وانقلب الإمبراطور الماوري آشوكا إلى البوذية ونشر الفلسفة الدينية في الأراضي التي يحكمها، وهو ما سجلته مراسيم آشوكا. بعد انهيار الإمبراطورية الماورية، استمرت البوذية الإغريقية بالنمو تحت حكم المملكة الإغريقية الباكترية، والممالك الإغريقية الهندية وإمبراطورية كوشان. اعتنق الناس البوذية في وسط آسيا وشمال شرقها، منذ القرن الأول الميلادي، ثم استمرت إلى الصين وكوريا واليابان وسيبيريا وفيتنام.

## نظرة تاريخية
بدأ دخول الإغريقيين وثقافتهم الهلنستية عندما غزا الإسكندر المقدوني الإمبراطورية الأخمينية ومناطق أخرى في وسط آسيا عام 334 قبل الميلاد. ثم تقدم الإسكندر إلى البنجاب (أرض الأنهار) التي غزاها داريوس العظيم قبله. عبر الإسكندر السند ونهر جيلوم وهزم بورس وعينه مرزبانًا بعد معركة هيداسبس. كان جيش الإسكندر يهجم ويتراجع على نهر بياس إذ واجه إمبراطورية ناندا فلم يستطع أن يغزو البنجاب كلها.
أسس الإسكندر عدة مدن في مناطقه الجديدة في منطقتي أمو داريا وباكتريا، وامتدت المستوطنات الإغريقية إلى ممر خيبر وغاندارا والبنجاب. بعد موت الإسكندر في العاشر من يونيو عام 323 قبل الميلاد، أسس خلفاره ممالكهم المنفصلة. بنى القائد سلوقس الإمبراطورية السلوقية في الأناضول وآسيا الوسطى وامتدّت حتى الهند.
احتلت الإمبراطورية الماورية التي أسسها تشاندراغوبتا ماوريا الإمبراطورية الناندية. ثم هزم تشاندراغوبتا الإمبراطورية السلوقية في الحرب الماورية السلوقية. وكان من نتائج هذا انضمام الولايات المقدونية في وادي السند وغامدارا إلى الإمبراطورية الماورية. وتأسس حلف زواجيّ بين المملكتين إذ أصبحت ابنة سلوقس زوجة تشاندراغوبتا من أجل تقوية العلاقات الدبلوماسية. أدى الصراع إلى كذلك إلى نقل 500 فيل حربي من الإمبراطورية الماورية إلى الإمبراطورية السلوقية، ويبدو أنها كانت تعويضًا عن القتلى والأضرار.

أسس الإمبراطوري الماوري آشوكا أكبر إمبراطورية هندية. بعد حرب كالينجا المدمرة، تحول آشوكا إلى البوذية. ولما ترك آشوكا أطماعه التوسعية، تبنى الإصلاح الإنساني وبدأ تطبيقه في أراضيه. نشر الإمبراطور الدارما البوذية في كل إمبراطوريته، كما يظهر في مراسيم آشوكا. ادعى آشوكا أن كثيرين غيروا دينهم إلى البوذية على يديه، ومنهم الأغارقة الذين في حكمه:
وهنا في المنطقة التي يحكمها الملك، اتّبع الإغريق والكمبوجيون والناباكيون والنابابامكيتيون والبوجيون والبينيكيون والأندريون والباليديون، كل هؤلاء والناس في كل الأرض اتبعوا تعاليم محبوب الآلهة الدارمية.
أدى تراجع الإمبراطورية الماورية وانتاصار إمبراطورية شونغا عليها إلى ثورة في باكتريا في الإمبراطورية السلوقية أدت إلى تأسيس المملكة الإغريقية الباكترية (250–125 قبل الميلاد). وخلف الإغريقيين الباكتريين المملكة الهندية الإغريقية (180 قبل الميلاد إلى 10 بعد الميلاد). ومع أن الهنديين السكوثيون غزوا المنطقة هم والإمبراطورية الكوشانية (بين القرن الأول والقرن الثالث بعد الميلاد)، فإن البوذية استمرت بالازدهار.
بقيت البوذية في الهند دينًا كبيرًا مهمًّا قرونًا حتى حدوث الإحياء الذي جرلا للبوذية في نحو القرن الخامس الميلادي، ومع هذا بقي للبوذية نقاط قوة مثل البنغال ولكنها انتهت مع الغزوات الإسلامية للهند.

## التفاعل الحضاري
قدّم طول حضور الإغريقيين في آسيا الوسطى وشمال إفريقيا فرصًا للتواصل الحضاري على مستوى الفن وعلى مستوى الدين.

### الإسكندر الأكبر في باكتريا والهند (331–325 قبل الميلاد)
عندما غزا الإسكندر المقدوني باكتريا وغاندارا، كانت هذه المناطث تحت التأثير السراماني من قبل، ويرجح أنها كانت بوذية أو جانية. وحسب أسطورة حفظتها الشريعة البالية، فإن أخوين تاجرين من كامسابوغا في باكتريا، يدعيان تاباسو وباليكا، زارا غوتاما بوذا وأصبحا طالبين له. تقول الأسطورة أنهما عادا إلى بلادهما ونشرا تعاليم بوذا.
في عام 326 قبل الميلاد، غزا الإسكندر المنطقة الشمالية من الهند. سلّم الملك أمبي التاكسلي مدينته، وهي  مركز بوذي مهم، للإسكندر المقدوني. حارب الإسكندر في معركة ملحمية ضد الملك بورس البورافاسي في البنجاب، في معركة هيداسبس عام 326 قبل الميلاد.

### الإمبراطورية الماورية (322–183 قبل الميلاد)
غزا الإمبراطور الهندي تشاندراغوبتا ماوريا، مؤسس الإمبراطورية الماورية المنطقة الهندية الشمالية الغربية مرة أخرى عام 322 واستعاد المنطقة التي كان يحتلها جيش الإسكندر. ومع هذا، فإن الاتصالات مع الجيران الإغريقيين الإيرانيين في الإمبراطورية السلوقية استمرت. وصل الإمبراطور سلوقس الأول نيكاتور إلى اتفاق زواج يكون جزءًا من معاهدة السلام، على أن يبقى بعض الإغريقيين مثل المؤرخ ميغاسثينس في البلاط الماوري.
اعتنق آشوكا حفيد تشاندراغوبتا البوذية وأصبح مبشِّرًا مهمًّا لها على مذهب الشريعة البالية التقليدية في بوذية التيرافادا، التي تؤكد على عدم العنف مع البشر والحيوانات، وفيها قوانين أخرى لتنظيم حياة العلمانيين.

وحسب مراسيم أشوكا المنقوشة في الصخر، وبعضها مكتوب بالإغريقية وبعضها بالآرامية، وهي اللغة الرسمية للأخمينيين، فقد أرسل أشوكا مبشرين إلى الأراضي الإغريقية في آسيا ووصل مبشروه حتى مناطق حوض المتوسط. ذكرت المراسيم أسماء  كل حكام الفترة الهلنستية:
انتصر غزو الدارما هنا على الحدود، وحتى على بعد ستمئة يوجانًا (أي 4 آلاف ميلًا)، في المناطق التي حكمها الملك الإغريقي أنطوكيوس (أنطيوغا)، وأبعد من ذلك في مناطق حكم الملوك الأربعة بطليمس (تورامايا)، وأنتيغونوس (أنتيكيني) وماغاس (ماكا) والإسكمدر (الإكاسوندارا)، وكذاك في الجنوب بين التشوليين والبانديانيين وحتى أرض تامرابارني.
وادّعى أشوكا أيضًا أنه نشر البوذية بين السكان الإغريقيين في منطقته أيضًا.
وهنا في المنطقة التي يحكمها الملك، اتّبع الإغريق والكمبوجيون والناباكيون والنابابامكيتيون والبوجيون والبينيكيون والأندريون والباليديون، كل هؤلاء والناس في كل الأرض اتبعوا تعاليم محبوب الآلهة الدارمية.
وفي النهاية، ذُكر بعض مبعوثي آشوكا، ومنهم دارماراكسيتا المشهور في المصادر البالية بوصفهم رهبانًا بوذيين إغريقيين (يونا) فاعلين في التبشير البوذي (الماهافامسا، الجزء الثاني عشر) وهم الذين أسسوا مدرسة الدارماغوبتاكا في البوذية.

### الحضور الإغريقي في باكتريا (325–125 قبل الميلاد)
أسس الإسكندر في باكتريا مدنًا عديدة، منها أيخانوم وباغرام، وإدارةً استمرّت أكثر من قرنين في الإمبراطورية السلوقية والمملكة الإغريقية الباكترية، وكانت هذه المناطق في اتصال مباشر دائم مع الأرض الهندية. أرسل الإغريقيون سفراء إلى بلاط الإمبراطورية الماورية، منهم المؤرخ ميغاقينس في فترة حكم تشاندراغوبتا، وديماكس في فترة حكم ابنه بيندوسارا، وروى ديماكس بالتفصيل حضارة الهنود. كان ميغاثينس يرسل تقارير مفصلة عن الأديان الهندية، استمرت هذه التقارير نسخًا واقتباسًا قرونًا في العالم الكلاسيكي.
أسس ميغاثينس تفريقًا جديدًا بين الفلاسفة، وقال إنهم لا يخرجون عن فريقين، البراتشمانات والسارمانات. ستاربو: الجزء الخامس عشر، الفصل الأول، 58-60
حافظ الإغريقيون الباكتريون على حضارة هلنستية ظاهرة على أبواب الهند أيام كانت الإمبراطورية الماورية تحكم الهند، وهو ما ظهر في الموقع الأثري في آيخانوم. عندما أطاحت إمبراطورية الشونغا بالإمبراطورية الماورية، توسع الإغريقيون الباكتريون إلى الهند، حيث أسسوا المملكة الإغريقية الهندية، وازدهرت في حكمها البوذية.

## وصلات خارجية
- اليونسكو: أعمال فنية بوذية إغريقية مههدة بالتخريب والزوال
- الإسكندر الأكبر: التواصل ما بين الغرب والشرق من جزر اليونان وصولًا لأرخبيل اليابان (باليابانية)
- العصر الهلنستي في آسيا
- عملات كانيشكا البوذية